# August Silberstein

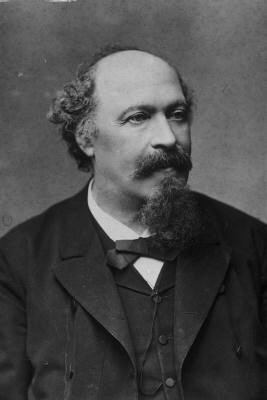
August Karl Silberstein.

August Karl Silberstein (Budapest,  1 de julio de 1827 – Viena,  7 de marzo de 1900) poeta, novelista y periodista  austríaco.
Comenzó muy joven como periodista informando sobre las revueltas del Imperio austrohúngaro por lo que hubo de abandonar el país y regresó para cumpliar una condena de cinco años en la cárcel, pero fue amnistiado al año. Era un apasionado de la vida lugareña y escribió historias sobre pueblos donde idealizaba la vida campestre. Sus poemas tuvieron mucha influencia en escritores como Peter Rosegger del que fue mentor, y en numerosos  Lieder.

## Obra
- Dorfschschwalben aus Österreich (1862-1863)
- Hercules Schwach (1864)
- Die Alpenrose von Ischl (1875)
- Land u. Leute im Nasswald (1868)
- Glänzende Bahnen (1874)
- Deutsche Hochlandsgeschichten (1877)
- Die Rosenzauberin (1884)
- Frau Sorge (1886)
- Landläufige Geschichten (1886)
- Dorfmusik (1892)
- Denksäulen im Gebiet der Kultur und Litteratur (1878)
- Büchlein Klinginsland (1878)
- Hauschronik im Blumen— u. Dichter-Schmuck (1884)